# Gomphodontosuchus brasiliensis
Gomphodontosuchus brasiliensis è un terapside estinto, appartenente ai cinodonti. Visse nel Triassico superiore (circa 235 - 220 milioni di anni fa) e i suoi resti fossili sono stati ritrovati in Sudamerica.

## Descrizione
Questo animale è noto solo per la parte anteriore di un cranio e di una mandibola, e per dei frammenti di endocranio. Il muso era corto e massiccio, e i canini e gli incisivi erano abbastanza piccoli. I denti postcanini erano in generale triangolari obliquamente, dalle corone concave per l'usura. I primi postcanini superiori e inferiori erano ovali, allungato antero-posteriormente. La formula dentaria era composta da tre incisivi superiori e inferiori, un canino superiore e inferiore, e sei postcanini superiori e inferiori. Probabilmente il corpo di Gomphodontosuchus era piuttosto robusto e l'animale intero doveva superare il metro di lunghezza.

## Classificazione
Gomphodontosuchus è un rappresentante dei traversodontidi, un gruppo di cinodonti derivati, di abitudini erbivore e di mole generalmente abbastanza cospicua. Gomphodontosuchus è il genere eponimo dei Gomphodontosuchinae, un clade derivato i cui membri comprendono animali dalle forme pesanti come Scalenodon, Scalenodontoides ed Exaeretodon. All'interno dei gonfodontosuchini, sembra che Gomphodontosuchus fosse la forma più basale (Kammerer et al., 2012).
Gomphodontosuchus brasiliensis venne descritto per la prima volta nel 1928 da Friedrich von Huene, sulla base di fossili ritrovati nella formazione Santa Maria nella zona di Rio do Rasto, in Brasile. Altri fossili scoperti in Tanzania e attribuiti da Crompton a una forma simile sono stati in seguito considerati un genere a sé stante, Mandagomphodon.